# Nordcypern
Nordcypern (tyrkisk: Kuzey Kıbrıs), formelt navn Den Tyrkiske Republik Nordcypern (TRNC) (tyrkisk: Kuzey Kıbrıs Türk Cumhuriyeti (KKTC)), er en stat beliggende i den nordlige del af øen Cypern. Spændingerne mellem den græsk-cypriotiske og tyrkisk-cypriotiske befolkning kulminerede i 1974 med et statskup, som blev fulgt op med den græske militærjuntas forsøg på anneksion af øen. Kuppet besvaredes med en tyrkisk militær invasion af Nordcypern. Det græske kup og den tyrkiske besættelse har resulteret i en opdeling af øen, flytning af mange af indbyggerene, og en ensidig erklæring om uafhængighed fra den nordlige del i 1983. Nordcyperns selvstændighed er kun anerkendt af Tyrkiet, som staten er afhængig af økonomisk, politisk og militær støtte fra. Det internationale samfund, herunder FN og EU, erkender de jure suverænitet for Republikken Cypern over hele øen.
Forsøg på at nå frem til en løsning på tvisten har hidtil været forgæves. I 2004 blev den femte revision af FN's Annan-plan om at bilægge Cypern konflikten accepteret af et flertal af de tyrkiske cyprioter ved en folkeafstemning, men forkastet af et flertal af græsk-cyprioterne. Den tyrkiske hær opretholder en stor styrke på Nordcypern, hvis tilstedeværelse støttes og godkendes af den lokale regering, der henviser til at Republikken Cypern og det internationale samfund betragter Nordcypern som en ulovlig besættelse, der er fordømt i flere resolutioner fra FNs sikkerhedsråd.
Nordcypern strækker sig fra spidsen af Karpass-halvøen (Kap Apostolos Andreas) mod nordøst, mod vest til Morphou bugten og Kap Kormakitis mod syd til landsbyen Louroujina/Akıncılar. En bufferzone under kontrol af FN strækker sig mellem Nordcypern og resten af øen og deler Nicosia, som er øens største by og hovedstad i begge stater.